# Pristupanje Albanije Europskoj uniji
Albanija je počela pregovore o sporazumu za stabilizaciju i pridruživanje 2003. godine. Ovaj dogovor je potpisan 12. lipnja 2006., čime je napravljen prvi korak prema članstvu Albanije u EU.
Nakon što je Albanija početkom travnja 2009. godine postala punopravna članica NATO-a, 28. travnja 2009. predala je zahtjev za članstvo u EU.
Europska komisija je 10. listopada 2012. uputila Europskom vijeću preporuku za odobravanje statusa kandidata Albaniji, a status kandidata Albaniji je dodijeljen 26. lipnja 2014.

## Ključni datumi
| Datum             | Događaj                                                               |
| ----------------- | --------------------------------------------------------------------- |
| 12. lipnja 2006.  | Potpisan sporazum o stabilizaciji i pridruživanju.                    |
| 28. travnja 2009. | Albanija predaje formalni zahtjev za članstvo.                        |
| 14. travnja 2010. | Albanija predaje odgovore na Upitnik Europske komisije.               |
| 9. studenog 2010. | Europska komisija odgovora na Upitnik s pozitivnim mišljenjem (Avis). |
| 24. lipnja 2014.  | Albanija dobiva službeni status kandidata.                            |
| 9. studenog 2016. | Europska komisija predlaže početak pregovora.                         |
| 24. ožujka 2020.  | Formalni početak pristupnih pregovora.                                |